# Върхът на Данте
„Върхът на Данте“ (на английски: Dante's Peak) е американски приключенски-екшън филм от 1997 година, на режисьора Роджър Доналдсън.
В главните роли участват Пиърс Броснан и Линда Хамилтън.
Филмът е базиран на действителни събития при изригването на планината „Сейнт Хелън“ през 1980 година и вулкана Пинатубо през 1991 година.

## Сюжет
Внимание:  Текстът по-долу разкрива сюжета на произведението (или части от него)!
В малко планинско градче в югозападната част на САЩ, пристига екип вулканолози с цел изследването на угаснал вулкан, който показва признаци на активност. Опитният вулканолог Хари Долтън (Пиърс Броснан) открива стряскащи признаци на активност и чрез кметицата на градчето Рейчъл Уандо (Линда Хамилтън) се опитва да евакуира жителите. Шефът на Долтън – Пол Драйфус обаче е на мнение че евакуацията е преждевременна мярка и оставя екип на Центъра по вулканология, който да провери всички показания.
10 дневното проучване показва че няма тревога и когато екипът се кани да се прибере в базата, планината изригва....
Филмът показва изригването и паниката обзела жителите, които се опитват всячески да се спасят. Динамиката в него е допълнена от специалните ефекти и играта на Броснан и Хамилтън.